# Jorge Carlos Fonseca
Jorge Carlos de Almeida Fonseca (n. 20 octombrie 1950, Mindelo, Barlavento Islands⁠(d), Republica Capului Verde) este un politician, avocat și profesor universitar din Capul Verde care a ocupat funcția de președinte al acestei țări în perioada 2011-2021. În perioada 1991 - 1993 a fost ministru al Afacerilor Externe. Susținut de Mișcarea pentru Democrație (MpD), a câștigat alegerile prezidențiale din 2011 în cel de-al doilea tur de scrutin. Alegeri prezidențiale care au avut loc la 2 octombrie 2016, au dus la realegerea lui Fonseca cu 74,08% din voturi.

## Educație și viața personală
Jorge Fonseca a absolvit învățământul primar și secundar între Praia și Mindelo, iar mai târziu, învățământul superior la Lisabona, Portugalia. A absolvit dreptul și a absolvit un master în științe juridice la Facultatea de drept, Universitatea din Lisabona. S-a căsătorit cu Lígia Arcângela Lubrino Dias Fonseca, prima doamnă a Capului Verde, la 26 martie 1989.

## Cariera politică și academică
A fost director general al emigrației din Capul Verde în perioada 1975-1977 și secretar general al Ministerului Afacerilor Externe al Capului Verde din 1977 până în 1979.
A fost asistent didactic absolvent la Facultatea de Drept, Universitatea din Lisabona între 1982 și 1990, profesor de drept penal invitat la Institutul de Medicină Legală din Lisabona în 1987 și a fost director rezident și profesor asociat invitat la cursul de drept și administrație publică la Universitatea Asia Oriental, Macau în 1989 și 1990. Între 1991 și 1993, a fost ministru al afacerilor externe în primul guvern al celei de-a doua republici; ulterior a candidat la alegerile prezidențiale fără succes la alegerile din 2001. În august 2011, el a candidat din nou, de această dată susținut de MpD. S-a clasat pe primul loc în primul tur, primind 38% din voturi; în al doilea tur, el s-a confruntat cu candidatul susținut de Partidul African pentru Independența Capului Verde (PAICV), Manuel Inocêncio Sousa, reușind să câștige. A preluat funcția de președinte la 9 septembrie 2011, devenind al patrulea președinte al Capului Verde de la declararea independenței în 1975.